# Стази, Бернар
Берна́р Стази́ (фр. Bernard Stasi; 4 июля 1930, Реймс — 4 мая 2011, Париж) — французский политический деятель, министр по делам заморских департаментов и территорий в правительстве Пьера Мессмера при президенте Жорже Помпиду (1973—1974), омбудсмен Франции (1998—2004).

## Биография
Бернар Стази родился в семье иммигрантов в Реймсе и имел корсиканские, итальянские, испанские и кубински корни. Он стал гражданином Франции только в 18 лет. Этот факт стал особенно известен позже, 6 февраля 1986 года, во время публичных дебатов с тогдашним лидером Национального фронта Жан-Мари Ле Пеном.

## Политическая карьера
Стази окончил Национальную школу администрации в 1959 году. После окончания он стал начальником кабинета префекта Алжира. С 1963 по 1968 год работал в различных министерствах. В 1968—1993 годах избирался депутатом Национального собрания от департамента Марна, а в 1978—1986 был избран вице-президентом Национального собрания.
В 1973—1974 годах Стази был министром по делам заморских департаментов и территорий Франции во втором правительстве Пьера Мессмера при президенте Жорже Помпиду и резко осудил путч чилийского генерала Пиночета 11 сентября 1973 года.
В 1998—2004 годах служил Омбудсменом Франции.